# Cassian Andor
Cassian Jeron Andor, nato Kassa, è un personaggio immaginario dell'universo di Guerre stellari. Comparso per la prima volta come secondo protagonista del film spin-off Rogue One: A Star Wars Story, è protagonista della serie televisiva prequel Andor.
Andor è un orfano del pianeta minerario abbandonato Kenari. Dopo essere stato adottato e portato via dalla sua casa da degli spazzini, cresce sul pianeta industriale Ferrix. Da giovane, si dedica al contrabbando di componenti di navi imperiali rubate prima di unirsi all'Alleanza Ribelle. Durante gli eventi narrati in Rogue One, Cassian è un pilota, ufficiale dell'intelligence per l'Alleanza Ribelle e il leader del Rogue One, un'unità ribelle incaricata di rubare i piani della Morte Nera.
Il personaggio, interpretato da Diego Luna, ha ricevuto una risposta mista dalla critica. Luna è stato elogiato per la sua interpretazione, ma ci sono state alcune critiche sulla qualità della narrazione che guida il personaggio. Tuttavia, l'introduzione di un protagonista messicano e uno dei primi protagonisti latini in un film di Guerre stellari, è stata considerata una pietra miliare per la rappresentazione latina.

## Il personaggio

### Creazione
Sebbene inizialmente non si chiamasse Cassian Andor, un "personaggio tipo Cassian Andor" apparve nel trattamento originale di Rogue One scritto da John Knoll, chief creative officer di Industrial Light & Magic e nella prima bozza della sceneggiatura scritta da Gary Whitta. Il personaggio fu creato come membro di Rogue One, allora comandato da una versione sergente dell'Alleanza Ribelle di Jyn Erso. L'intenzione originale era quella di uccidere tutti i membri della squadra Rogue One, incluso Cassian. Tuttavia, temendo che la Disney non avrebbe permesso il finale, Knoll e Whitta scrissero che Cassian fuggì da Scarif con i piani della Morte Nera insieme a Jyn Erso e, sebbene la loro nave venga distrutta da Dart Fener dopo aver trasferito i piani alla Principessa Leila Organa, sopravvivono per un pelo in una capsula di fuga. Whitta affermò che dover "saltare attraverso così tanti cerchi" per assicurarsi la sopravvivenza indicava che Cassian e Jyn dovevano morire su Scarif. La produttrice Kathleen Kennedy e la Disney alla fine approvarono il finale in cui l'intero equipaggio muore. Si credeva che lo scopo principale di questa azione fosse quello di sostituire i personaggi dopo il film dalla troupe della trilogia originale.

### Casting

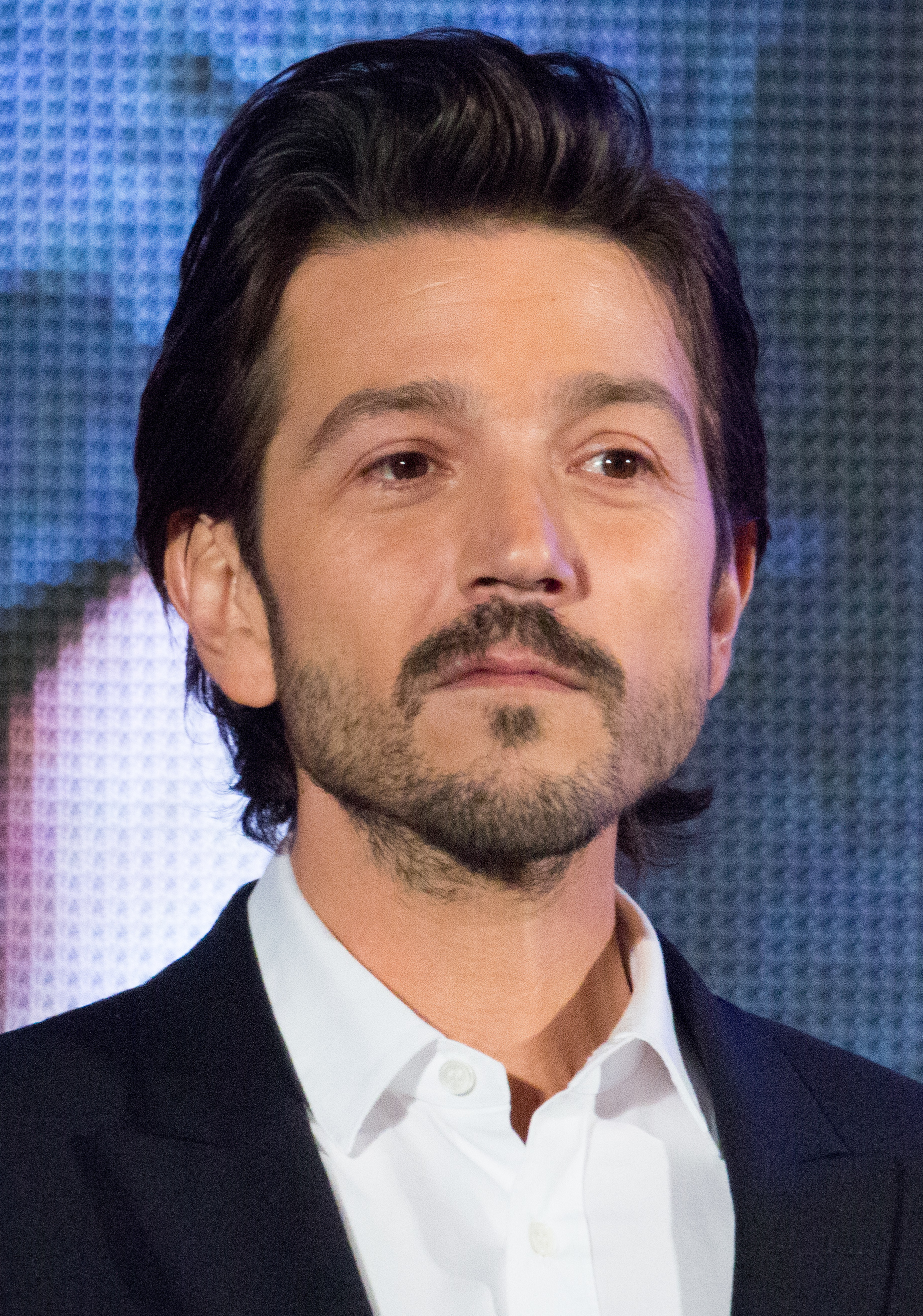
Diego Luna interprete del personaggio.

Nel maggio 2015, è stato annunciato che Diego Luna era stato scelto per un ruolo principale in Rogue One. Il regista Gareth Edwards voleva che Cassian fosse caldo e simpatico piuttosto che il tipico eroe d'azione stoico e meditabondo, portando alla decisione di Edwards di scritturare Luna all'inizio del processo di casting. Edwards è rimasto impressionato dal background di Luna in piccole produzioni guidate dai personaggi, poiché voleva che il film raccontasse una storia più personale rispetto ai precedenti episodi di Guerre stellari. Luna sentiva che il suo casting, e il casting di altri uomini non bianchi nei ruoli principali del film, riflettevano un "approccio moderno" e un mondo in cui "la diversità razziale e culturale ci sta rendendo più ricchi e più interessanti".
Luna ha parlato nel ruolo con il suo accento messicano nativo, un'eccezione per il franchise cinematografico, che ha caratterizzato principalmente accenti statunitensi, canadesi e britannici. Luna affermò che il suo accento non era un problema con i produttori del film, che ne erano felici. Luna ha anche doppiato i dialoghi di Andor per la versione in lingua spagnola del film; il doppiaggio è stato registrato a Città del Messico mesi prima dell'uscita cinematografica del film.
Durante le riprese di Rogue One, Luna ha sviluppato un retroscena personale per Cassian per aiutarlo a entrare nel personaggio. In un'intervista con Entertainment Weekly, ha dichiarato di aver incorporato influenze culturali messicane nella storia del personaggio. Ha immaginato che il personaggio provenisse da un background "emarginato" come un modo per spiegare il suo accento unico nell'universo di Guerre stellari. Ha dichiarato che questo retroscena ha risuonato con lo showrunner di Andor Tony Gilroy, che ha anche voluto spiegare l'accento distintivo del personaggio.
Nel novembre 2018, è stato riferito che Luna avrebbe ripreso il suo ruolo nella serie Disney+ Andor, che è stata rilasciata nel 2022. Una versione giovane di Cassian è interpretata da Antonio Viña nella prima stagione. Luna ancora una volta ha doppiato il personaggio per la versione in lingua spagnola, che presenta anche la co-protagonista Adria Arjona che dà voce al proprio personaggio.

### Retroscena e sviluppo
()
Per Andor, Luna e gli sceneggiatori della serie hanno entrambi cercato di espandere il retroscena di Cassian ed esplorare come è diventato il leader ribelle ritratto in Rogue One. All'inizio della serie, Cassian è più infantile e miope del personaggio di Rogue One. All'inizio della sua storia, Gilroy immaginava Cassian come motivato dalla rabbia piuttosto che dall'ideologia. Secondo Gilroy, la prima stagione di Andor assume un personaggio "completamente disilluso e completamente interessato" e segue il suo sviluppo in qualcuno completamente dedicato alla causa della Ribellione. Luna ha detto che la serie riguardava in definitiva il cambiamento e la trasformazione.
Nella serie Andor, Cassian è un rifugiato che è stato separato dalla sua cultura e comunità sul pianeta indigeno di Kenari dal regime oppressivo dell'Impero. A differenza della maggior parte degli umani nell'universo di Guerre stellari, gli abitanti di Kenari non parlano "Galactic Basic", la lingua comune della Galassia, spiegando l'accento di Cassian. La serie ricostruisce il precedente retroscena di Cassian come stabilito in Star Wars: Rogue One: The Ultimate Visual Guide, che affermava che era nato su Fest. Nella serie, ha falsificato documenti che affermano che Fest è il suo luogo di nascita.
Luna e Gilroy videro questo retroscena come un modo per stabilire l'alienazione e il risentimento di Cassian per l'Impero. Gilroy affermò che la perdita della sua casa spiegava l'impegno a sangue freddo di Cassian per la Ribellione, dicendo che voleva "permettere a Cassian di fare alcune cose molto spiacevoli lungo la strada e tuttavia non lo respingi". L'ingiusta incarcerazione di Cassian e l'esecuzione del padre adottivo contribuiscono al suo odio per l'Impero, e si dedica a resistere all'Impero dopo essere stato imprigionato su Narkina-5. Alla fine della prima stagione, Cassian si è gradualmente trasformato in un ribelle impegnato.

## Apparizioni

### Rogue One
Rogue One: A Star Wars Story è stato distribuito nel dicembre 2016, con Luna nel ruolo di Cassian Andor, un uomo che combatteva nella Ribellione da quando aveva sei anni. Nel film, Cassian viene a sapere della defezione del pilota imperiale Bodhi Rook e della superarma della Morte Nera dall'informatore ribelle Tivik, che uccide per evitare la sua cattura poiché non è in grado di fuggire a causa di un braccio ferito. A Cassian viene poi segretamente ordinato di trovare e assassinare lo scienziato Galen Erso, che fu catturato dal direttore Orson Krennic e costretto ad aiutare a costruire la Morte Nera.
Andor e il suo co-pilota, il droide di sicurezza imperiale riprogrammato K-2SO, conducono una missione per liberare la figlia di Galen, Jyn Erso, dalla custodia imperiale in modo che possano entrare in contatto con Saw Gerrera. Poi Andor, K-2S0 e Jyn si recano a Jedha per visitare Saw e ottenere un messaggio da Galen che è stato portato da Rook. Più tardi, i ribelli arrivano su Eadu dopo aver appreso che Galen è lì; Cassian sceglie esitante di non ucciderlo. Alla fine guida una squadra con Jyn per rubare i piani per la Morte Nera su Scarif, dove si infiltra nel suo data center imperiale con Jyn e K-2SO. Dopo che K-2SO si sacrifica, Jyn e Cassian ottengono gli schemi, ma subiscono un'imboscata da parte di Krennic, che spara a Cassian. Tuttavia, Andor si riprende e spara e ferisce Krennic prima che Jyn trasmetta con successo i piani alle forze ribelli in orbita. La Morte Nera spara quindi sul pianeta, uccidendo Cassian e Jyn mentre si abbracciano.

### Andor
Luna riprende il suo ruolo di Andor in Andor, serie live-action per Disney+, che è ambientata cinque anni prima di Rogue One e che debuttò il 21 settembre 2022.
Nella prima stagione di Andor, viene rivelato che Cassian era un orfano di nome Kassa di Kenari, un ex pianeta minerario abbandonato dall'Impero i cui abitanti indigeni conducono uno stile di vita tribale. È stato adottato dagli spazzini Clem e Maarva e cresciuto su Ferrix, un pianeta la cui attività principale è l'industria pesante. All'età di 13 anni, Cassian assistette all'uccisione di Clem da parte degli Imperiali. Attaccò un gruppo di assaltatori per rappresaglia e fu inviato in un centro giovanile imperiale per tre anni.
Cassian in seguito iniziò a rubare componenti navali e altre preziose tecnologie dall'Impero con la sua ex amante Bix Caleen. Queste attività lo portano all'attenzione del leader ribelle Luthen Rael. Cassian, ricercato per l'omicidio di due guardie di sicurezza aziendali, accetta di unirsi all'operazione di Luthen. Viene inviato sul pianeta di Aldhani per aiutare un gruppo di ribelli a rubare il libro paga imperiale conservato lì. Dopo la rapina, prende il suo pagamento e torna a Ferrix per Maarva e il loro droide B2EMO. Si rifiuta di lasciare la sua casa alle spalle, rivelando di essere una ribelle e di essere stata ispirata dai rapporti di un attacco ad Aldhani. Cassian con riluttanza la lascia alle spalle e va sul pianeta tropicale Niamos.
Luthen decide di uccidere Cassian per mantenere segreta la sua identità e manda i compagni di squadra di Cassian da Aldhani per ucciderlo. Il supervisore dell'ISB Dedra Meero cerca anche lei Cassian che crede sia collegato a un misterioso leader ribelle nome in codice Axis, che a sua insaputa è Luthen. Sia l'Impero che la Ribellione spiano Ferrix nel tentativo di intrappolare Cassian. Mentre è a Niamos, Cassian viene molestato da un assaltatore che lo accusa falsamente di vandalismo. Viene arrestato e condannato a sei anni sul pianeta prigione Narkina-5. Le condizioni su Narkina-5 sono brutali; I prigionieri lavorano su turni di 12 ore costruendo componenti per una macchina sconosciuta e le scosse elettriche erogate attraverso il pavimento metallico vengono utilizzate per disciplinarli. Dopo aver appreso che i prigionieri non vengono rilasciati alla fine delle loro condanne e che la prigione ha fulminato cento uomini, Cassian guida una rivolta carceraria di successo.
Tornato a Niamos, Cassian tenta di chiamare Ferrix e scopre che Maarva è morta mentre era in prigione. Luthen viene a sapere di questo e si reca a Ferrix, credendo che Cassian tornerà per il suo funerale. Nonostante i rischi, Cassian ritorna solo per scoprire che Bix è stata torturata e imprigionata dagli occupanti imperiali. La salva mentre la gente di Ferrix organizza una ribellione locale. Dopo essersi assicurato che Bix, B2EMO e il suo amico Brasso possano fuggire sani e salvi da Ferrix, va alla nave di Luthen e si offre. Piuttosto che ucciderlo, Luthen accetta di riportarlo nella Ribellione.

### Opere correlate e merchandising
Cassian appare in un certo numero di opere correlate, alcune delle quali differiscono dal canone cinematografico e televisivo. Appare nel romanzo cinematografico di Rogue One di Alexander Freed. Nel romanzo, si afferma che proveniva da una famiglia di separatisti che resistettero alla Repubblica Galattica durante le Guerre dei Cloni. Nella nuova edizione di Ultimate Star Wars, viene descritto come "temprato dalla battaglia" dalla sua azione separatista durante le Guerre dei Cloni prima di essere reclutato nella Ribellione dal generale Davits Draven. Star Wars: Rogue One: The Ultimate Visual Guide descrive il suo coinvolgimento con cellule insurrezionali e movimenti anarchici in gioventù. Appare anche in Star Wars: Secrets of the Empire, un'esperienza di realtà virtuale prodotta da ILMxLAB e The VOID per Disneyland Resort e Walt Disney World; Luna riprende il suo ruolo di Cassian per fornire briefing di missione e consegnare ordini durante l'esperienza.

## Accoglienza
()

### Film e televisione
Le apparizioni del personaggio in Rogue One e Andor hanno ricevuto recensioni contrastanti da parte della critica, che era divisa sulla qualità della sua narrazione. La performance di Luna in Rogue One ottenne un'accoglienza mista, mentre la sua performance in Andor fu più ben accolta.

#### Rogue One
Justin Chang del Los Angeles Times ha elogiato il "carisma fragile" di Luna in Rogue One, e David Ehrlich di IndieWire ha scritto che il personaggio era "un po' perso tra gli archetipi, ma è abbastanza affascinante". Ann Hornaday del Washington Post scrisse che "Diego Luna e pacato è particolarmente inadatto a interpretare un uomo d'avventura". Lodando Felicity Jones nel ruolo di Jyn Erso, Chris Nashawaty ha scritto su Entertainment Weekly: "Vorrei che Luna avesse un po' più di personalità, un po' più di spavalderia di Ian Solo, per abbinarla".
Molti critici e autori hanno commentato la personalità spietata e cinica del personaggio, soprattutto rispetto ad altri protagonisti di Guerre stellari. L'omicidio di Cassian di un informatore all'inizio di Rogue One è spesso considerato un momento decisivo per il personaggio. Eric Goldman di IGN ha scritto che "Luna proietta un carisma innato misto a disagio continuo, mentre vediamo Cassian partecipare ad azioni di cui non è sempre orgoglioso al servizio del bene più grande".
Luna, riflettendo sugli eventi di Rogue One, ha dichiarato che la volontà di Cassian di uccidere è un sintomo di vivere sotto oppressione.
Terrance MacMullan in "Rebellions are Built on Hope", descrive Cassian come un personaggio "complesso" ma in definitiva buono, la cui fede nei suoi compagni è una parte fondamentale della filosofia del film. Per MacMullan, l'omicidio dell'informatore da parte di Cassian distingue la filosofia più sfumata di Rogue One dal chiaro bene contro i conflitti malvagi della Trilogia Originale. Macmullan commentò che:

#### Andor
Il ritratto del personaggio in Andor ha ricevuto recensioni contrastanti da parte della critica, con alcuni che si sono complimentati con lo sviluppo del suo personaggio nella prima stagione, mentre altri hanno considerato la sua narrazione come un punto debole dello show altrimenti ben accolto. Sarah Odman, in una recensione per The Hollywood Reporter, ha elogiato la trasformazione di Cassian "da un criminale privato dei diritti a un uomo che assomiglia più allo spietato leader ribelle che ricordano".
Roxana Hadadi di Vulture e Joshua Rivera di Polygon hanno entrambi elogiato la storia espansa del personaggio e la performance di Luna. Shirley Li, scrivendo per The Atlantic, ha commentato che la serie "descrive come un personaggio ordinario e disilluso possa subire un risveglio politico in pochi anni".
Il critico Alan Sepinwall di Rolling Stone ha descritto questo arco come un "viaggio da eroe", pur affermando che è stata la parte meno avvincente della prima stagione di Andor. Ha scritto che il personaggio "non è mai drammatizzato in un modo particolarmente interessante al di là della performance". Mike Hale, scrivendo per il New York Times, fece critiche simili al personaggio, che descrisse come un "romantico cinico in stile Humphrey Bogart". Ryan Britt, in una recensione per Den of Geek, ha scritto che il personaggio aveva motivazioni poco chiare e una mancanza di agenzia nella prima stagione che ha reso il suo finale insoddisfacente.
Alcuni critici hanno considerato l'arco narrativo in cui Cassian è imprigionato su Narkina-5 come un commento sullo sfruttamento nel complesso carcerario-industriale. Tracy Brown e Jamil Smith del Los Angeles Times ritenevano che l'arco fosse un'esplorazione tempestiva dell'incarcerazione di massa.

#### Rappresentazione latina
Cassian è il primo personaggio di Guerre stellari interpretato da un attore messicano e uno dei primi personaggi principali latini in un film di Guerre stellari. Le sue apparizioni in Rogue One e Andor sono considerate pietre miliari nella storia della diversità razziale e della rappresentazione latina nel franchise di Guerre stellari. Yara Simón, in un articolo per Remezcla, ha descritto Cassian come "l'eroe latino che meritiamo, e l'attore latino che ha avuto il ruolo più importante in uno degli otto film di Guerre stellari usciti negli ultimi 39 anni".
Dopo l'uscita del trailer cinematografico di Rogue One, il film è stato elogiato per non mascherare l'accento messicano di Luna. Caroline Framske di Vox ha scritto che "vedere un eroe di Guerre stellari salvare la situazione con un caratteristico accento messicano è un grosso problema, specialmente per il pubblico che raramente si vede riflesso sullo schermo in un ruolo che non è una piccola parte o, peggio, il culo di qualche scherzo".
Scrivendo per Latino Rebels, Cristina Escobar ha scritto che "la questione se Cassian sia latino è spinosa". Ha osservato che categorie geopolitiche come Latinx non esistono nell'universo fantascientifico di Guerre stellari e ha scritto che essenzializzare l'esperienza latina "riduce (le persone latine) a un insieme di tratti che non tutti condividiamo".

### Libri
In Why We Love Star Wars: The Great Moments That Built a Galaxy Far, Far Away, Ken Napzok ha descritto la caratterizzazione di Cassian nel romanzo Rogue One di Freed come parte del ritratto più sfumato e realistico della Ribellione nelle successive puntate di Guerre stellari. In una recensione del romanzo per il New York Daily News, Sean Keane ha scritto che "i fan saranno felici di vedere che Cassian porta il peso delle sue azioni discutibili in tutta la storia".